# Ron Woodroof
Ronald Dickson Woodroof (Dallas, 3 de fevereiro de 1950 – 12 de setembro de 1992) foi um cowboy e activista estadounidense que criou o Clube de compradores de Dallas para a aquisição de medicamentos, como um esforço para a luta contra o Síndrome da imunodeficiência adquirida em Texas.
Demandou à Administração de Alimentos e Medicamentos dos Estados Unidos (FDA) por uma proibição do Péptido T, um fármaco que estava a utilizar. Nos anos finais de Woodroof foram plasmados em Dallas Buyers Clube, um filme de 2013.

## Biografia
Antes de converter-se em activista trabalhava como electricista, participava no rodeio estadounidense e o resto de seus ganhos provia/provinha de partidas de póker. Era admirador dos Dallas Cowboys, consumia ocasionalmente cocaína e contou que se enfermou por ter sexo sem protecção.

### Família
Seu primeiro casal foi com Mary Etta Pybus; casaram-se em junho de 1969 e tiveram uma filha: Yvette Lynn Woodroof (nascida em fevereiro de 1970). Divorciaram-se em março de 1972, dois meses depois casou-se com Rory S. Flynn mas depois de um ano divorciaram-se.
Por último casou-se com Brenda Shari Robin em outubro de 1982, em Lubbock. O casal terminou em março de 1986 após que lhe diagnosticaram HIV.

### Personalidade
Os que o conheceram o descrevem como alguém agradável, directo e muito carismático mas também agressivo e instável. Um jornalista escreveu que "Woodroof levou sua pistola ao escritório de seu médico, o que incitou ao Dr. Steven Pounders a 'despedí-lo como paciente.'" Woodroof mais tarde enviou-lhe um ramo de rosas ao doutor, mas este as devolveu.
As fontes diferem se fazia comentários homófobos. O repórter e roteirista Craig Borten disse que Woodroof era muito racista e homofóbico, enquanto seus amigos afirmam o contrário.

## O Clube de Compradores de Dallas
Depois de adoecer aos efeitos do AZT, Ron Woodroof começou procurar outros fármacos que pudesse utilizar para prolongar sua vida um pouco mais. Assim encontrou vitaminas e medicamentos que se usavam para tratar o HIV em outros países mas que não estavam aprovados pela FDA para seu uso nos Estados Unidos, igualmente lhas talento para os obter e descobriu que eram útil em melhorar seus sintomas. Estabeleceu o que ele chamou o Clube de Compradores de Dallas em 1988, como uma frente para distribuir estes fármacos e outras substâncias a pacientes com aids.

## Morte e legado
Em 12 de setembro de 1992, sete anos depois de seu diagnóstico de HIV, Ron Woodroof morreu por causa de uma pneumonia produzida pela AIDS. No filme Dallas Buyer's Clube, de 2013, foi interpretado por Matthew McConaughey que ganhou o Prêmio da Academia de Melhor Ator  pela atuação.